# 白匪
白匪是中文里对蔣中正领导下的中華民國政府、中國國民黨和中華民國军队的一种蔑称，源自俄国内战时期拥有类似反共立场的俄国白军。该称呼與赤匪相對应，有時稱為蔣匪。第一次国共内战期间与自第二次国共内战起之后的中华民国国军则被称为蔣軍、蔣匪軍、蒋贼军。近似的称谓有白军、白贼、白狗子、狗党、刮民党、国民党反动派、国民党匪帮、国民党法西斯匪帮、国匪、国民匪党、蒋贼、蒋帮、蒋匪帮、蒋介石匪帮等。此名词主要用在第二次国共内战及中华人民共和国成立后国共严重对立的时期。

## 用法举例

### 歌词
|                  | 一送朱毛到黄陂，朱毛带兵剿白匪，统率红军千百万，准备战斗夺胜利。二送朱毛到小布，就要活捉敌贼古；红军打仗士气高，追得白匪逃无处。三送朱毛到杨寨，朱毛率领铁红军；打得蒋贼没奈何，军阀狗党灭得快。四送朱毛到君埠，立刻发令到各处；约定周一这一天，围歼敌人莫贻误。五送朱毛银龙下，群众见到笑哈哈；保护红军打胜仗，工农就有政权把。六送朱毛到水四，红军决战打包围；围到白军有数千，军阀狗党倒大霉。七送朱毛万公山，活捉首领张辉瓒；红军一鼓猛向前，追剿白匪无路钻。八送朱毛到下古，朱毛带兵打胜仗；缴到枪炮有无数，白军士兵都降伏。九送朱毛到下固，打得敌人命呜呼，还要尽AB团，我们政权更巩固。十送朱毛到沙溪，工农群众笑盈盈，消灭国民土匪党，朱毛红军大胜利。 |
| ——《反日救国歌》 | |

|                  | 我是一个兵，来自老百姓，打败了日本狗強盜，消灭了蒋匪军。我是一个兵，爱国爱人民。革命战争考验了我，立场更坚定。嘿！嘿！嘿！枪杆握得紧，眼睛看得清。誰敢發動戰爭，坚决打他不留情！ |
| ——《我是一个兵》 | |

### 《人民日报》
|                                                           | 陕甘宁边区去年因受蒋胡匪军蹂躏，又遭灾荒，以致田地荒芜，人民无衣无食，疫疠流行，解放区救济总会主席董必武同志为此特向全中国全世界正义人士呼吁，痛斥蒋匪罪行，要求救济一百五十万被难同胞。” |
| ——《痛斥蒋匪罪行·要求救济灾民》 人民日报 1948.03.14 第2版 | |

### 书籍
伟大的淮海战役，自十一月七日开始以后，在第一第二两阶段当中我们已经歼灭了蒋匪军正规军三个兵团部，十四个军部，三十六个整师，连零碎团营被歼灭的，加上山东保安旅共折合四十一个师还多。——《解放战争》
- 人民群众口中的白狗子

|                                               | “乡亲们，现在我们有了土地种谷子，是红军来了以后我们才有今天。可是，国民党白狗子妄想夺回土地，他们纠集了很多兵来围攻我们苏区，你们说我们怎么办？”人群中大声地回应着：“消灭他们，把他们赶出去！……一位20多岁的青年手里挥舞着一把割草刀，大声说道：“白狗子就要打过来了，我要参加红军，打白狗子去”！ |
| ——《震撼人心的瑞金八兄弟：争当红军 全部牺牲》 | |

### 中華人民共和國建国后用法
|                                                       | “现在美帝国主义者口口声声叫嚣“救济”中国人民，但实际上他们在做些什么呢？他们正在支持并指使蒋匪的海空军滥炸中国的和平城市与人民，封锁中国的港口，企图阻止中国的对外交通，破坏中国人民的和平建设。更值得注意的是他们还在南洋各地阻挠那里一些粮食出口国家出卖粮食给中国人民。” |
| ——《新中国的救济福利事业》，人民日报 1950.05.05 第1版 | |

周恩來曾對美國總統理查·尼克森説：「一般地説，我們叫他們『蔣介石集團』。在報紙上我們有時叫他匪；反過來他也叫我們匪。反正我們對駡。」:14